# Graphium chungianus
Graphium chungianus is een vlinder uit de familie van de pages (Papilionidae). De wetenschappelijke naam van de soort is voor het eerst geldig gepubliceerd in 1961 door Murayama. Dit taxon wordt wel beschouwd als een ondersoort van Graphum alebion, soms van Graphium timur.